# Те Афуа
Те Афуа је ненасељено острвце у саставу атола Нукунону у оквиру острвске територије Токелау у јужном делу Тихог океана. Налази се у јужном делу атола, између острваца Фатигауху и Те Пука и Муа. Прекривено је тропским растињем.